# Field Mill
Field Mill, noto per ragioni di sponsorizzazione come One Call Stadium, è uno stadio multi-uso a Mansfield, nel Nottinghamshire, in Inghilterra, ed è il campo casalingo del Mansfield Town Football Club. È l'impianto più vecchio della Football League e ospita il calcio dal 1861 anche se alcuni documenti risalgono al 1850. Lo stadio ha una capacità di 10000 persone, ma a causa delle restrizioni di sicurezza, ne può contenere al massimo 8186.

## Storia

### Prima del Mansfield Town
Field Mill è stato originariamente utilizzato come area ricreativa per i dipendenti delle Greenhalgh & Sons Work, che ha affittato le aree circostanti dal duca di Portland.
La squadra dei Greenhalgh giocò a Field Mill sotto varie incarnazioni: 'Greenhalg F.C.', 'Field Mill F.C.' e 'Mansfield Greenhalgh'. Una squadra che rappresentava i Greenhalgh giocò a cricket all'interno di Field Mill per molti anni, alla fine del XIX secolo lo stadio venne utilizzato anche per ciclo-corse e gare di atletica.
Dopo la fusione avvenuta nel 1894 con il Mansfield Town (nessuna relazione con il club attuale) che formò il Mansfield F.C., Field Mill diventò quasi esclusivamente un campo da calcio.

### L'era del Mansfield Town
Il Mansfield Town iniziò a giocare le partite a Field Mill nella stagione 1919-1920.
La prima tribuna fu eretta nel 1922 per tutta la lunghezza del lato ovest del terreno, con gli altri tre lati formati dalle collinette di cenere proveniente dalle miniere di carbone vicine. Nel 1929, usando i soldi guadagnati grazie alle ottime prestazioni in coppa dell'anno precedente, fu costruita una tribuna coperta sul lato Bishop Street, occupando una posizione simile alla tribuna odierna. Il primo anello fu costruito nel 1930 e durò 20 anni.
Poco dopo la Seconda Guerra Mondiale, venne introdotto un PA system. Il terreno sul lato ovest venne acquistato dalla società a metà degli anni cinquanta, poco prima che i tifosi finanziassero la costruzione di una nuova gradinata sul lato nord, ad un costo di £30.000.
La costruzione della tribuna sul lato ovest iniziò nel 1960, il costo fu di circa £30.000. Lo stand venne aperto la prima volta nel 1966, ma la costruzione fu completata solo nel 1971.
Tra il 1984 e il 1986 Field Mill venne sfruttato anche dalla società rugbistica Mansfield Marksman.
Nel luglio del 1999 iniziarono dei lavori per modernizzare completamente Field Mill. La North Stand, Quarry Lane End e West Stand vennero completamente demolite e nuove tribune furono costruite al loro posto, tra cui una tribuna a due livelli al posto di West Stand. Lo stadio completamente ristrutturato venne inaugurato da John Prescott, il 28 luglio 2011 sei mesi dopo la fine dei lavori.
Nel luglio del 2005 la capacità dell'impianto venne ridotta temporaneamente a 5.000 persone per la mancanza di alcuni certificati di sicurezza. La capacità dello stadio è stato ulteriormente ridotta nel maggio 2007 a causa della mancanza di steward. Venne riaumentata a 6553 nel luglio 2007 dopo un'ispezione da parte di alcuni funzionari di sicurezza, ma diminuì di nuovo a 4684 nel mese di settembre dopo che furono assegnati troppi biglietti ai sostenitori ospiti del Chesterfield per errore. L'ultima cambiamento avvenne nel gennaio del 2008 quando furono risolti dei problemi con i tornelli.
All'inizio del 2010, il Mansfield Town ha annunciato dei piani per consentire allo stadio di tenere concerti e altri eventi, Il 22 agosto 2010, Westlife durante il "Where We Are Now Tour" fecero tappa a Field Mill. L'evento fu un grande successo nonostante il mancato sold-out e il brutto tempo che ha colpito i fans. Non sono stati annunciati altri concerti e non è chiaro se ci siano piani per ospitare eventi musicali in futuro a Field Mill.
Dal dicembre 2016, a lato della Bishop Street End si trova il maxischermo 15 x 6 metri originariamente situato fino al 2000 sul tetto dello storico vecchio stadio di Wembley.

## Gli Stands
The Ian Greaves stand - attualmente lo stand più grosso dello stadio formato da due anelli. Lo stand ha una capacità di 5.417 persone (2.764 nel livello superiore, e 2.509 nel livello inferiore).
Quarry Lane End - situato dietro la porta sud, che ospita i tifosi di casa, ha una capacità di 1.968 unità. Il tunnel degli spogliatoi si trova nell'angolo di questo stand adiacente al West Stand.
North Stand - situato dietro la porta opposta al Quarry Lane End, questo è lo stand tradizionale per i supporter del Mansfield Town anche se per motivi di sicurezza si vorrebbe scambiare il North Stand con la Quarry Lane End e quindi farlo diventare il settore ospiti. Capacità di 1.910
Bishop Street stand - questo stand, che corre lungo il lato del campo di fronte al West Stand, non è in uso siccome è stato condannato. Le aree tecniche sono di fronte a questa tribuna. Ci sono i progetti per costruire un nuovo stand da 2.800 persone compresi nuovi spogliatoi e servizi televisivi, ma non sono state prese misure formali per attuare tali piani.